# 掛下重次郎
掛下 重次郎（かけした じゅうじろう、1857年10月2日（安政4年8月15日） - 1931年（昭和6年）2月22日）は、明治から昭和時代初期の司法官僚。大審院判事。大審院検事。

## 経歴
掛下金松の弟としてのちの佐賀県に生まれる。1883年（明治16年）兄方より分家し一家を創立する。1876年（明治9年）法学生徒となり、1884年（明治17年）司法省法学校を卒業し、法律学士の称号を受ける。1885年（明治18年）判事となり大阪控訴院部長判事、1898年（明治31年）大審院判事を経て、大審院検事となり1913年（大正2年）5月に休職した。墓所は唐津市法蓮寺。

## 著作
- 他述『民法財産取得編』東京専門学校、1896年。
- 述『商法海商編講義』明治法律学校講法会、1901年。
- 述『民法相続編講義』明治大学出版部、1907年。
- 述『民法相続編講義』明治大学出版部、1908年。

## 親族
- 義兄：平沼淑郎（妻芸兄、経済学者）[5]